# Yōko Kamikawa

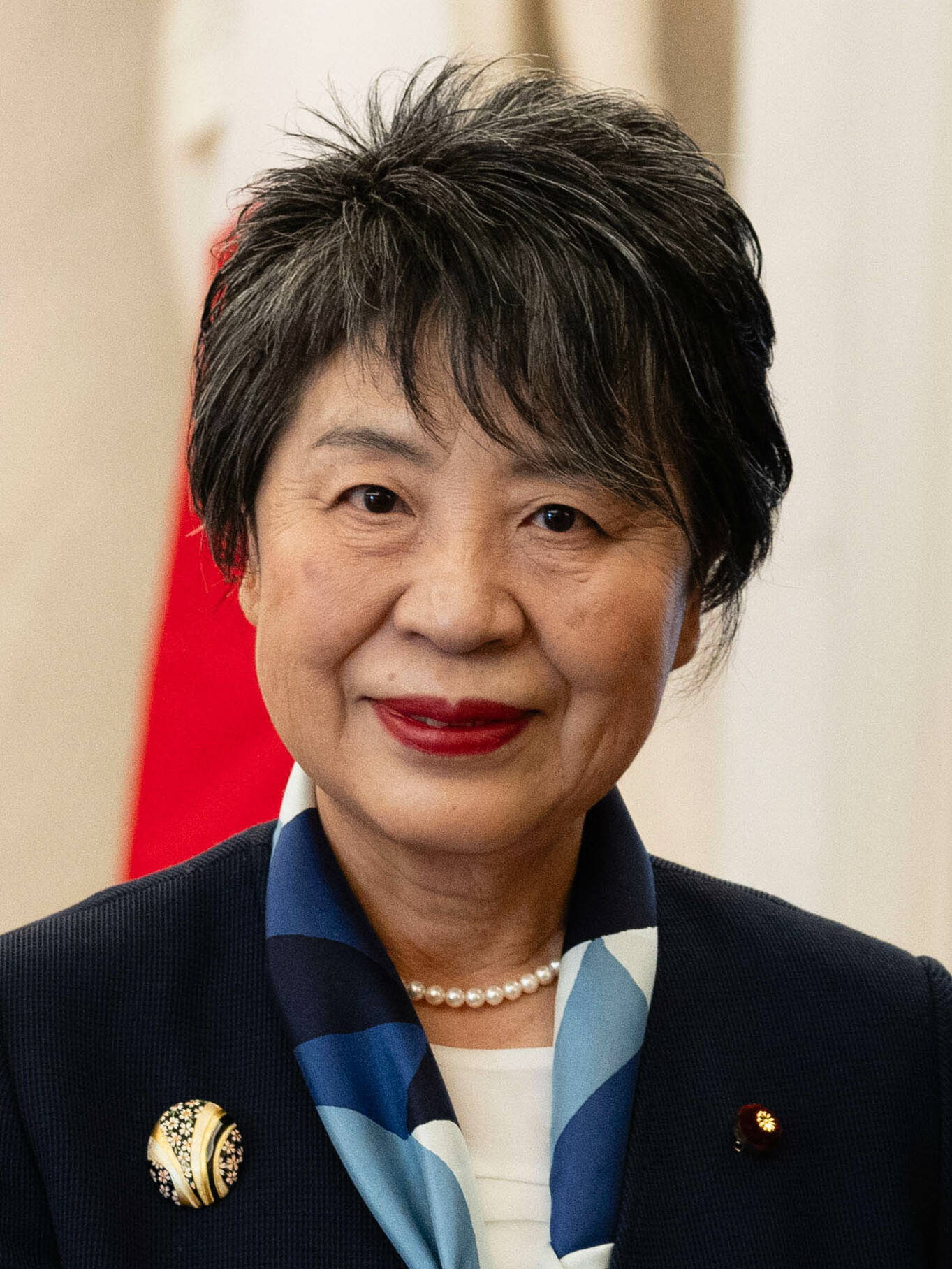
Yōko Kamikawa (2024)

Yōko Kamikawa (japanisch 上川 陽子 Kamikawa Yōko; * 1. März 1953 in Shizuoka, Präfektur Shizuoka) ist eine japanische Politikerin (heute Liberaldemokratische Partei, darin bis zur Auflösung Kishida-Faktion), Abgeordnete im Shūgiin, dem Unterhaus der Kokkai, für den 1. Wahlkreis der Präfektur Shizuoka und ehemalige Außen- und mehrfache Justizministerin.
Kamikawa studierte bis 1977 Internationale Beziehungen an der Universität Tokio. Anschließend arbeitete sie für das Mitsubishi-Forschungsinstitut. 1988 erwarb sie als Fulbright-Studentin einen Master an der Harvard Kennedy School. In dieser Zeit war sie auch Mitarbeiterin des US-Senators Max Baucus. Danach war sie Präsidentin des Globalink-Forschungsinstituts.
Ab 2000 gehörte Kamikawa für den 1. Wahlkreis Shizuoka dem Shūgiin an (2003 bis 2005 über Verhältniswahl in Tōkai). Innerhalb der LDP schloss sie sich der damaligen Koga-, zuletzt Kishida-Faktion an. Ab November 2005 war Kamikawa parlamentarische Staatssekretärin (daijin seimukan, engl. parliamentary secretary) im Sōmushō („Ministerium für Allgemeine Angelegenheiten“, engl. „Ministerium für Innere Angelegenheiten und Kommunikation“). Premierminister Shinzō Abe berief sie im August 2007 bei seiner Regierungsumbildung zur Staatsministerin für Geschlechtergleichstellung und die Bekämpfung des Geburtenrückgangs. Wie viele Minister in Abes Kabinett musste sie Fehler in ihren Jahresberichten über politische Gelder zugeben. Premierminister Yasuo Fukuda übernahm Kamikawa in sein Kabinett, berücksichtigte sie aber nicht mehr bei der Kabinettsumbildung im August 2008.
Bei der Shūgiin-Wahl 2009 verlor Kamikawa ihren Wahlkreis an Seishū Makino (Demokratische Partei) und verfehlte auch die Wiederwahl über den Verhältniswahlblock Tōkai. Bei der Wahl 2012 verschlechterte sich ihr Ergebnis im Wahlkreis Shizuoka 1 nur leicht (2009: 96.096 Stimmen 37,6 %; 2012: 81.278, 36,2 %), sie konnte sich gegen ein nun zersplittertes Kandidatenfeld durchsetzen und zog zum vierten Mal ins Shūgiin ein. Sie verteidigte den Sitz danach bis einschließlich 2024 viermal in Folge.
Von September 2013 bis September 2014 war Kamikawa im Sōmushō „Vizeministerin“ (fuku-daijin, engl. Regierungsübersetzung derzeit „state minister“; nicht zu verwechseln mit „minister of state“ für kokumu daijin oder „minister of state“ für naikaku-fu tokumei tantō daijin). Anschließend übernahm sie zunächst den Vorsitz im Shūgiin-Sozial- und Arbeitsausschuss. Im Oktober 2014 berief Shinzō Abe Kamikawa erneut ins Kabinett, wo sie die zurückgetretene Justizministerin Midori Matsushima ersetzte und diesen Posten bis ins einschließlich dritte Kabinett Abe behielt. Von der Kabinettsumbildung vom 3. August 2017 bis zur Kabinettsumbildung im Oktober 2018 war sie erneut Justizministerin.
Im 2. umgebildeten 2. Kabinett Kishida wurde sie im September 2023 zur Außenministerin ernannt und blieb bis zum Ende von Kishidas Amtszeit im Amt. Bei der folgenden Wahl des LDP-Vorsitzenden trat Kamikawa selbst an, schied aber in einem Rekordfeld aus neun Kandidaten im ersten Wahlgang auf dem siebten Platz aus.